# イ・ジンジュ (ギタリスト)
イ・ジンジュ（이진주、JinJoo Lee、1987年11月15日 - ）は、大韓民国のミュージシャン、ギタリスト。アメリカのポップ・ロック・バンドであるDNCEのギタリストとして、最もよく知られている。

## 生い立ち
イ・ジンジュは、大韓民国の仁川広域市で生まれた。12歳から独学でギターを始め、家族で組んでいたバンドでギターを弾いた。19歳の時、ロサンゼルスへ移住し、英語を学びながら、ハリウッドのミュージシャンズ・インスティチュートで学んだ。ゴスペル歌手のソヒャンとは、義理の姉妹という関係である。

## 経歴
ジンジュは、ジョジョ、ジョナス・ブラザーズ、チャーリー・XCX、ジョーダン・スパークスと共演し、2010年から2011年にかけては、シーロー・グリーンのバックを務める女性バンドであるスカーレット・フィーバーの一員として演奏した。その後は、ジョー・ジョナスをリード・ボーカルに据えて2015年にデビューしたバンド、DNCEのギタリストとして活動している。

### DNCE
ジンジュは、ジョー・ジョナスと、ジョナス・ブラザーズのツアーに同行した2009年に知り会った。彼女はバンド唯一の女性メンバーであるが、それについて質問されて「これまでになく素敵だわ……だって彼らはとても単純なのよ。男って単純で気楽。よくわからないけど、男性たちと一緒に仕事するのは楽しいわ。私のキャリはいつもこんな感じだったし。いつもバンドで一人だけの女子だったから、もう慣れているわ。居心地いいし、みんな愉快でバカみたいだし」と答えている。